# Đại học Barcelona
Đại học Barcelona (Universitat de Barcelona; Universidad de Barcelona) là một trường đại học nghiên cứu công lập ở thành phố Barcelona, Catalunya, Tây Ban Nha. Được thành lập vào năm 1450, Đại học Barcelona là một trong những trường đại học lớn nhất ở Tây Ban Nha với hơn 76.000 sinh viên, 75 chương trình đại học, 353 chương trình cao học và 96 chương trình tiến sĩ.

## Khoa
Đại học Barcelona gồm 18 khoa:
- Khoa Sinh học
- Khoa Hóa học
- Khoa Nha
- Khoa Kinh tế và Kinh doanh
- Khoa Giáo dục
- Khoa Mỹ thuật
- Khoa Địa lý và Lịch sử
- Khoa Địa chất
- Khoa Luật
- Khoa Toán
- Khoa Y
- Khoa Thư viện Khoa học và Tài liệu
- Khoa Dược
- Khoa Triết học
- Khoa Ngôn ngữ học
- Khoa Vật lý
- Khoa Tâm lý học
- Khoa Sư phạm